# Riksdagen 1760–1762
Riksdagen 1760–1762 ägde rum i Stockholm.
Ständerna sammanträdde den 15 oktober 1760. Det viktiga valet av lantmarskalk föll på Hattpartiets kandidat Axel von Fersen d.ä. som fick 571 röster. 352 röster tillföll Adam Horn af Ekebyholm, som tillhörde Mösspartiet. De övriga ståndens talmän blev följande:
- Prästeståndet: Ärkebiskopen doktor Samuel Troilius
- Borgarståndet: Handelsborgmästaren i Stockholm Gustaf Kierman
- Bondeståndet: Herr Olof Håkanson från Lösens socken och by, Blekinge

## Riksdagensutskott(deputationer)
- Secrete utskottet
- Urskillnings-deputation
- Expeditions-deputationen
- Secreta deputationen
- Justitiae-deputationen
- Protocolls-deputationen
- Bergs-deputation
- Riksens högloflige ständers särskilte store deputation
- Cammar-oeconomie och commerce deputation
- Tull-deputation
- Secreta handels- och manufactur deputation
- Riddarehus deputation
- Then öfwer Fiskerierne i Riket förordnade deputation
- Landt- och sjö-militiae oeconomie deputation
- Bewillnings-deputation
- Allmänna Beswärs-deputation

Riksdagen avslutades den 26 juni 1762.